# Ochotona gloveri
Ochotona gloveri és una espècie de pica de la família dels ocotònids que viu a la Xina.